# Gu Hyo-seo
Gu Hyo-seo (en hangeul : 구효서) est un écrivain coréen, né à Incheon, en Corée du Sud, le 25 septembre 1958. 

## Biographie
Gu Hyo-seo commence sa carrière littéraire en 1987 avec la publication d'une nouvelle intitulée Nœud (Madi) dans le journal JoongAng Ilbo. Depuis, il a publié plus d'une vingtaine de romans et de nouvelles. 

## Œuvre
C'est un écrivain éclectique. Son style d'écriture est extrêmement varié, à tel point qu'il n'a, dans ce domaine, quasiment pas d'équivalent en Corée. Il a ainsi été très vite qualifié d'auteur nomade. Ses premiers travaux sont connus pour être des écrits réalistes basés sur l'histoire et la société coréennes. L'une de ses premières œuvres, Nœud (Madi), est ainsi basée sur la souffrance des femmes coréennes dans l'histoire moderne, depuis la Guerre de Corée jusqu'au soulèvement démocratique de Gwangju. L'une de ses premières nouvelles, Le soleil se lèvera t-il encore ?, montre également comment l'histoire tumultueuse de la Corée a brisé tant de destins sur le plan individuel. Dans les années 1990, il publie Radio, radio un récit folklorique centré sur la vie agricole en Corée. Son recueil de nouvelles Le haut-parleur et le sniper (Hwakseonggiga isseotgo jeogyeokbyeong-i isseotda) traite de la violence derrière les rouages de l'information. Son roman Un été peu familier (Natseon yeoreum) ainsi que son recueil Un village sans un ouvre-boîte (KKangtong ttagaega eomneun ma-eul) traitent du vide de la vie dans une société industrialisée. Son roman Porte secrète (Bimirui mun), qui n'est pas sans rappeler le style d'Emberto co et de Borges traite de l'histoire et de la religion. Il a aussi publié une œuvre en trois volumes sur l'amour et la séparation : Jeongbyeol, Myebyeol, Aebyeol. Né dans un village sans électricité ni radio, il dit toujours être fasciné de pouvoir vivre dans un monde où tout peut être vu à travers internet ou la télévision. Il peut être considéré comme un auteur à la recherche constante de nouveaux styles sans pour autant tourner le dos aux changements sociaux rapides en Corée.

## Distinctions
- 1994 : Prix littéraire Hanguk Ilbo pour 깡통따개가 없는 마을 Un village sans un ouvre-boîte
- 2005 : Prix Yi Hyo-seok pour 소금 가마니 Sac de sel
- 2006 : Prix Hwang Sun-won pour 명두 Myeongdu
- 2008 : Prix Daesan (2008) pour 나가사키 파파 Papa Nagasaki
- 2013 : Prix littéraire d'Excellence de la radio EBS (2013)[2]

### Recueils de nouvelles
- 노을은 다시 뜰까? L'embrasement du soleil couchant se lèvera t-il encore ?, 1990.
- 확성기가 있었고 저격병이 있었다. Un haut-parleur et un sniper, 1993.
- 깡통따개가 없는 마을 Un village sans un ouvre-boîte, 1995.

### Romans
- 늪을 건너는 법 Comment franchir un marécage, 1991.
- 낯선 여름 Un été peu familier, 1994.
- 라디오 라디오 Radio, radio, 1995.
- 비밀의 문 Porte secrète (2 vol.), 1996.
- 오남리 이야기 Histoire du village Onam, 1998.
- 악당 임꺽정 Im Kkokjeong le brigand (2 vol.), 2000.
- 나가사키 파파 Papa Nagasaki, 2007.